# Пестрянка таволговая
Пестрянка таволговая (лат. Zygaena filipendulae) — вид бабочек, относящийся к роду Zygaena семейства Пестрянки.

## Название
Синонимы латинского названия:
- Thermophila filipendulae
- Anlhrocera filipendulae (Scop.)
- Zygaena filipendulae (F.)

Также у этого вида имеется несколько русских названий:
- Пестрянка таволговая — прямой перевод латинского названия, практически общепринято.
- Пестрянка шестипятнистая — данное название отражает внешность бабочки, однако только применительно к фауне Северной Европы. В Средней и Южной Европе обитает целый ряд подвидов, чьи аберрации отличаются «шеститочечностью».
- Пестрянка лабазниковая — название связано с лабазником, синонимом таволги.

## Морфология
Размах крыльев 33—38 мм. Длина передних крыльев до 2 см. Верхняя сторона передних крыльев чёрная или чёрно-зеленоватая с металлическим отливом, с шестью (чаще всего) круглыми красными пятнами. Задние крылья ярко-красные с чёрным внешним краем. На длинных усиках характерные булавы. Считаются очень ядовитыми — в крови содержатся цианистые соединения. Гусеницы невзрачные, маленькие, зелёного цвета, с тонкими волосками, также ядовиты. Тело короткое и плотное. Существует множество подвидов, с различной структурой и размером пятен, что зачастую затрудняет идентификацию.

## Жизненный цикл

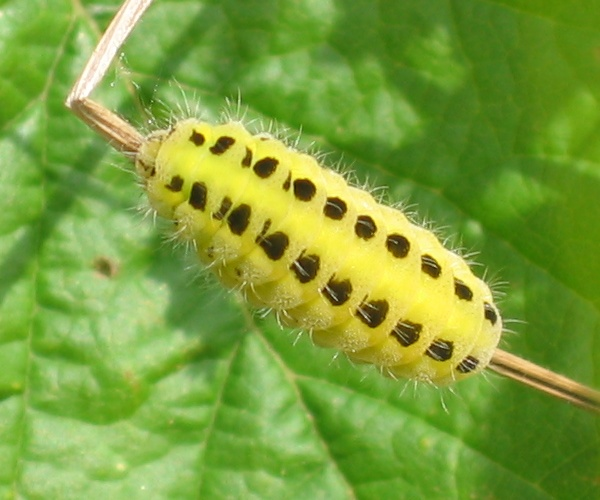

За год бывает одно поколение. Гусеницы появляются в августе. Зимуют, по-видимому, в растительной ветоши или травяной подстилке, заканчивают питание весной — в начале лета, когда они окукливаются в плотных тонких пергаментных коконах, которые прикрепляют открыто к стеблям растений, иногда к стволам деревьев и другим предметам. Перед окукливанием гусеница покрывает внутреннюю сторону кокона ядовитым секретом. В июле из куколок выходят имаго.
Бабочки активны днём, в ясную погоду. Несъедобны для насекомоядных, в связи с чем ведут открытый образ жизни, не пугливы (обычно реагируют только на прикосновение), малоподвижны, отличаются слабым и вялым полётом, неторопливо перелетая от цветка к цветку. Обычно они встречаются в больших количествах и держатся группами, оседлы, к разлёту не склонны, радиус расселения и репродуктивной активности небольшой и составляет обычно всего несколько сотен метров. Не способны к перелётам через сильно нарушенные или преобразованные ландшафты. Предпочитают сухие лужайки, заброшенные гравийные карьеры со скудной растительностью, также встречаются на болотистых участках и верещатниках. В случае опасности бабочка притворяется мёртвой, выпуская из сочленений жёлтую дурнопахнущую жидкость.

## Географическое распространение
Обитает в Европе и Западной Азии. Встречается до высоты 2000 м.

### Охрана
Вид занесён в Красную книгу города Москва — 3-я категория (редкий вид).

## Фотографии

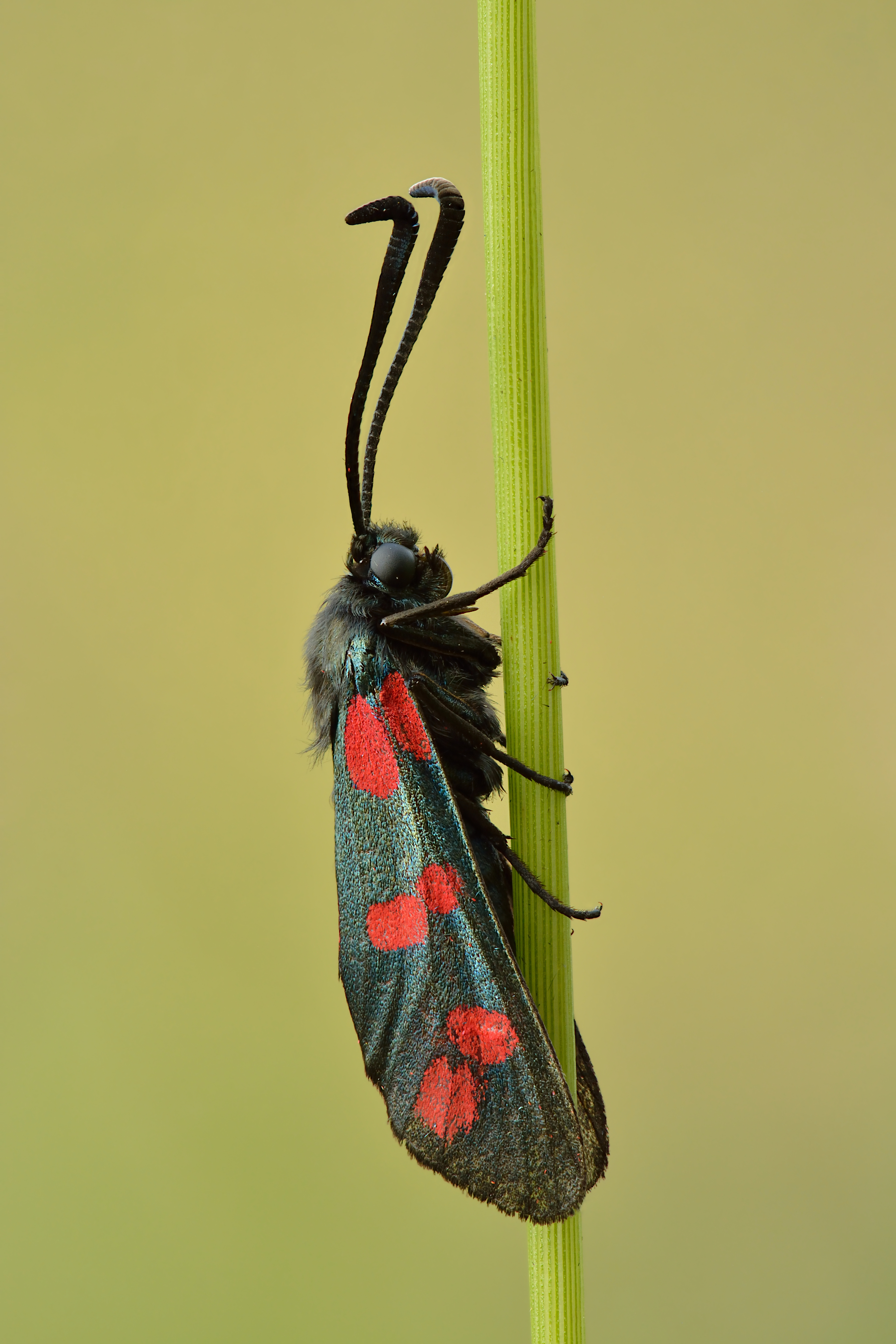
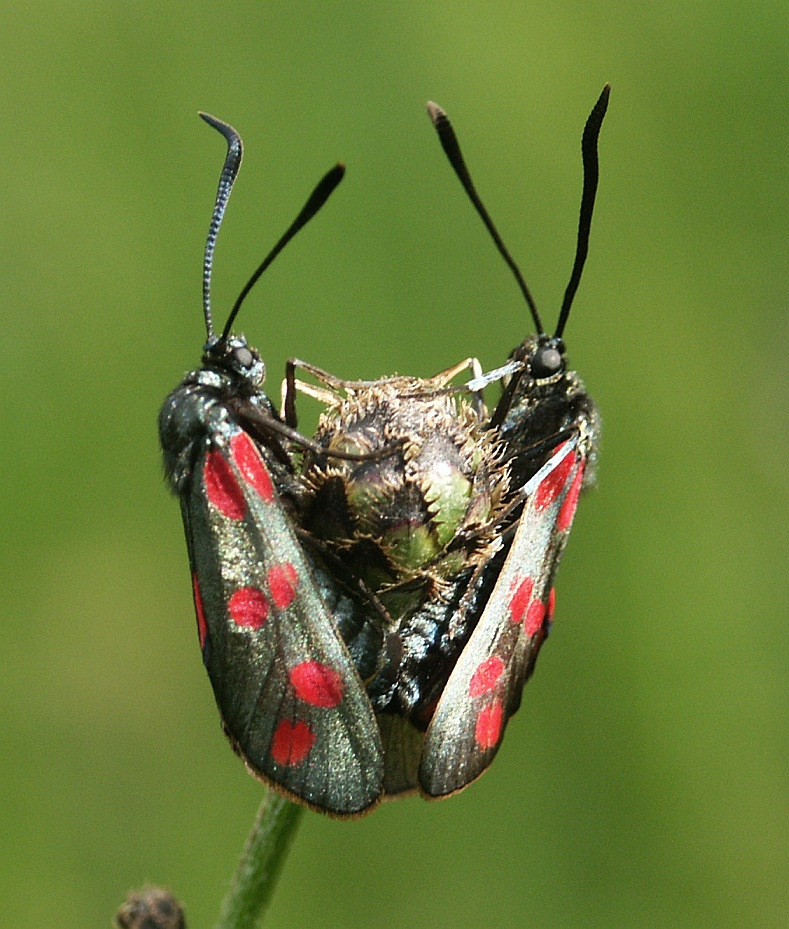
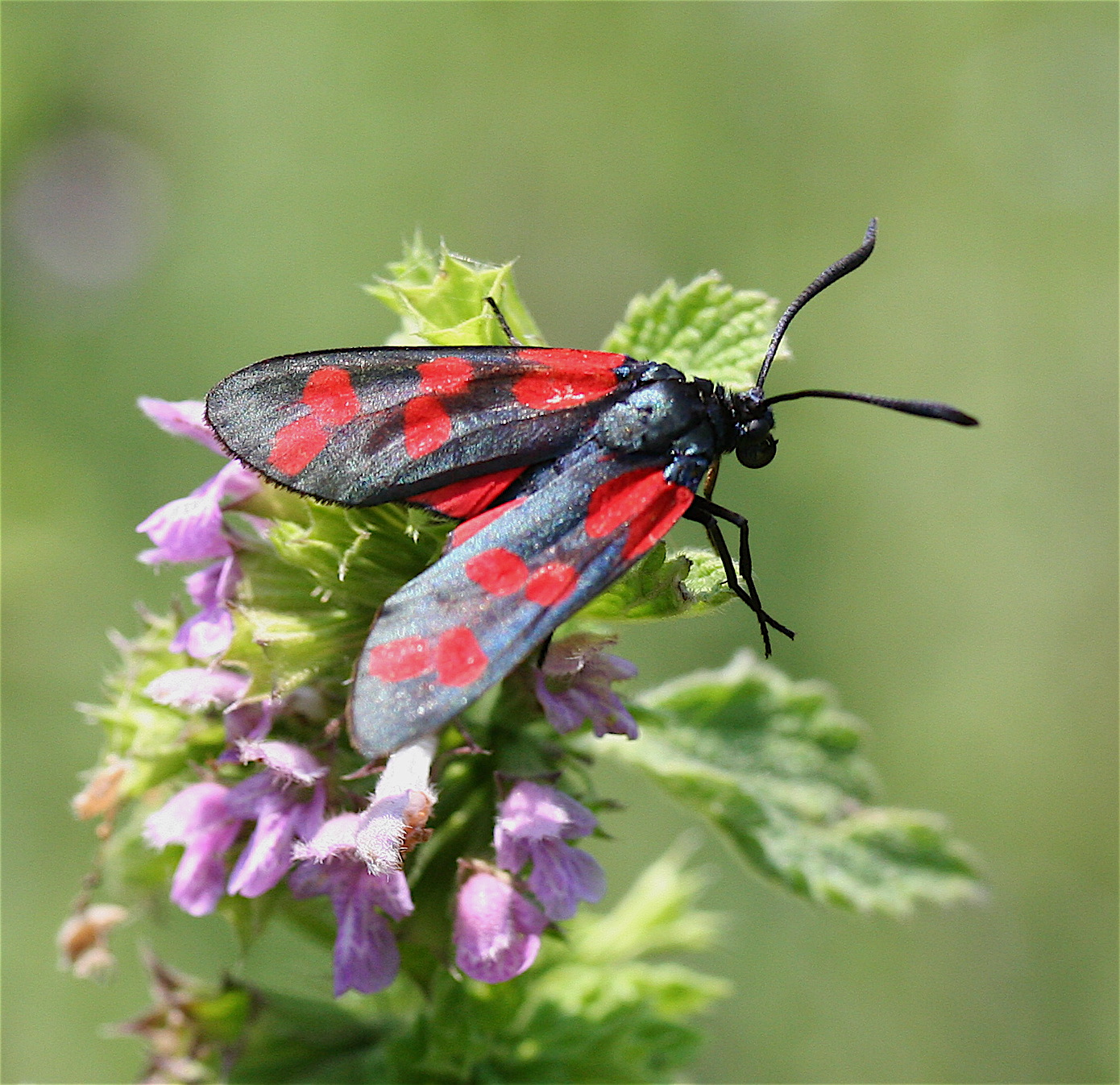
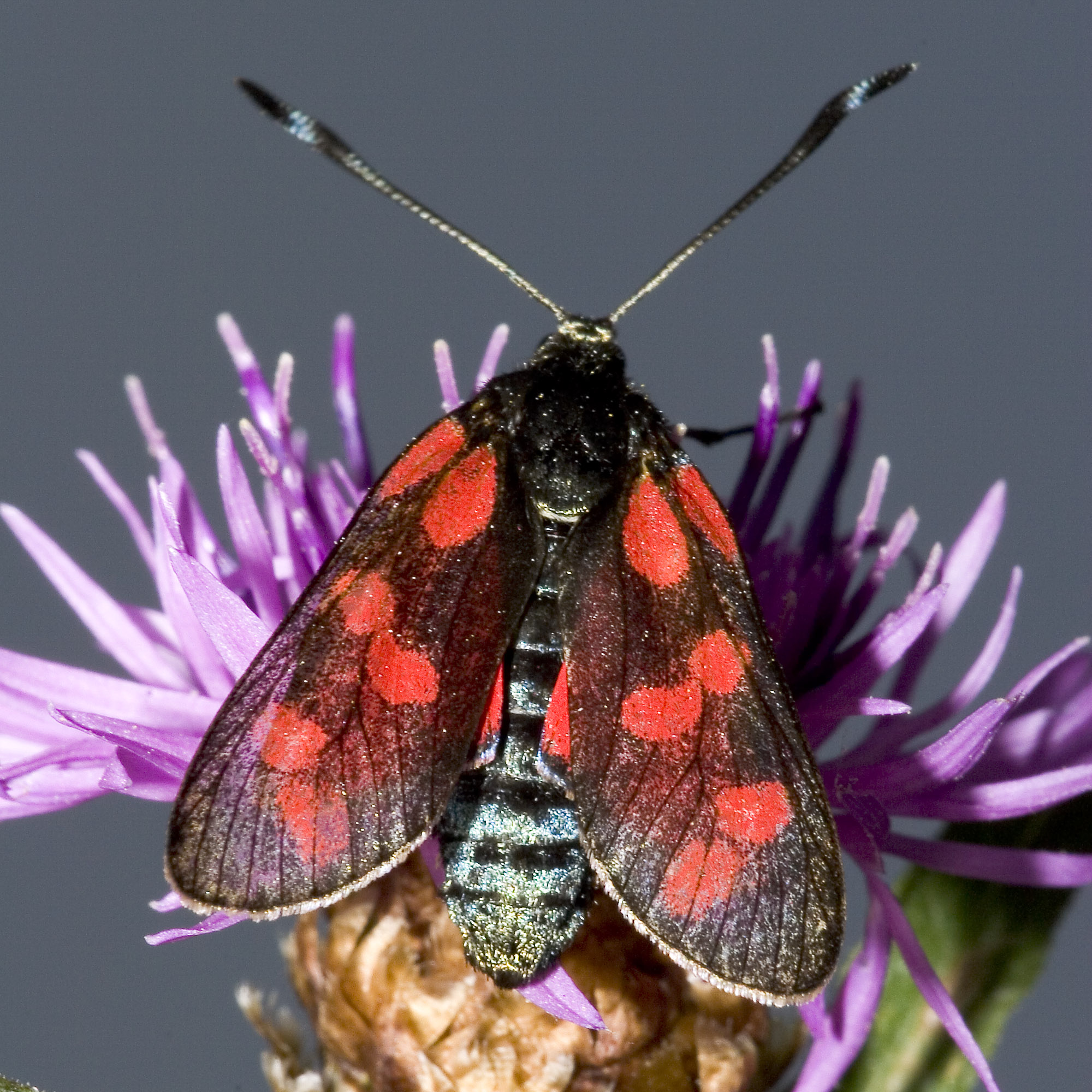